# Narethanti
Narethanti (nepalski: नरेठाँटी) – gaun wikas samiti w zachodniej części Nepalu w strefie Dhawalagiri w dystrykcie Baglung. Według nepalskiego spisu powszechnego z 2011 roku liczył on 768 gospodarstw domowych i 3259 mieszkańców (1946 kobiet i 1313 mężczyzn).